# Пенгиран Анак Сара
Пенгира́н Анак Са́ра (род. 9 апреля 1987, Бандар-Сери-Бегаван, Бруней) — брунейская принцесса, жена наследника престола.

## Биография

### Происхождение и образование
Родилась 9 апреля 1987 года в Бандар-Сери-Бегаване (Бруней) в семье Пенгиран Саллех Абдул Рахаман Дамит Бут (род. 1950) и Ринавати Абдулла (род. 1954).
Получила образование в школе Святого Андрея, а затем поступила в научный колледж Падука Сери, который окончила в 2003 году. После окончания колледжа поступила в Университет Брунея-Даруссалама, который окончила с отличием в 2010 году, получив степень бакалавра искусств.
В 2011 году получила степень магистра искусств.

### Семья
С 9 сентября 2004 года замужем за Аль-Мухтади Биллахом (род.1974). У супругов есть четверо детей (два сына и две дочери):
- принц Муда Абдул Мунтаким (род. 17 марта 2007)[2];
- принцесса Мунира Мадхул Болкиах (род. 2 января 2011)[3];
- принц Муда Мухаммад Айман (род. 7 июня 2015)[4];
- принцесса Анак Фаатима Аз-Захра 'Райхаанул Болкиах (род. 1 декабря 2017)[5].

## Награды
- Медаль Золотого юбилея султана Хассанала Болкиаха